# Adrienne d'Huart
Adrienne Baudoin-d'Huart (Carignan, 26 juli 1892 – Eaubonne, 3 september 1992) was een Luxemburgs kunstschilder. Ze signeerde haar werk als A. d'Huart  of A.B. d'Huart.

## Leven en werk
Adrienne d'Huart, Miny voor intimi, was een dochter van de Luxemburgse schilder Ferdinand d'Huart (1858-1919) en de Franse Marguerite Marthe Lecluse de Mesempré (1869-1956). Ze werd geboren in Frankrijk, waar haar vader lesgaf aan het Collège des Oratoriens in Juilly. In 1907 verhuisde de familie naar Luxemburg. D'Huart kreeg les van haar vader en studeerde aan de Académie Julian en de Académie de la Grande Chaumière in Parijs. Na het overlijden van haar vader in 1919 vestigde d'Huart zich in Frankrijk, ze bleef ook in Luxemburg exposeren. In 1923 trouwde ze met Georges Baudoin (1897-1964).
D'Huart schilderde vooral bloemen en landschappen. In 1916 debuteerde ze als exposant in een duo-expositie met haar vader. Ze was lid van de Cercle Artistique de Luxembourg en nam geregeld deel aan de jaarlijkse salons. In 1982 hield de CAL een retrospectief ter gelegenheid van haar 90e verjaardag. Ze had solo-exposities in onder andere de galeries Bradtke (1935), Wierschem (1937, 1969) en Becker (1989). Samen met Pierre Blanc, Joseph Kutter en Jean Schaack nam ze deel aan de wereldtentoonstelling van 1935 in Brussel. Haar werk is opgenomen in de collectie van het Musée national d'archéologie, d'histoire et d'art.
Adrienne Baudoin-d'Huart overleed op 100-jarige leeftijd.
- Musée national d'archéologie, d'histoire et d'art: lkl000333